# Schindler Waggon
Die Firma Schindler Waggon AG, französisch Schindler Wagons SA, italienisch SA Vagoni Schindler, englisch Schindler Carriage & Wagon Company Ltd, oft auch als Schindler Waggon Pratteln, abgekürzt SWP, bezeichnet, war ein Schweizer Hersteller von Schienenfahrzeugen mit Sitz in Pratteln im Kanton Basel-Landschaft.

## Geschichte
Die Pars Finanz AG, Besitzerin des Aufzughersteller Schindler & Cie., gründete im März 1945 die Schindler-Waggon AG als Ausbesserungswerk für ausländische Güterwagen, die im Zweiten Weltkrieg schadhaft geworden sind. Ursprünglich befand sich der Firmensitz in Lausen, der aber schon im Gründungsjahr nach Pratteln an die Güterstrasse verlegt wurde. In nur fünf Monaten wurden im Hardfeld westlich von Pratteln eine Halle mit Gleisanschluss gebaut. Das spätere Fertigungsprogramm umfasste vor allem Reisezugwagen für Normalspurbahnen, Strassenbahn-Triebwagen und Vollbahn-Triebwagen, wobei die elektrische Ausrüstungen von Zulieferbetrieben stammten. Das Unternehmen konnte auch einige Export-Projekte vorweisen, wie zum Beispiel die Dieseltriebwagen für die staatliche Eisenbahngesellschaft von Chile, die Mitte der 1950er-Jahre gebaut wurden.
Aufgrund einer Vereinbarung in der Schweizer Schienenfahrzeugindustrie wurden ab 1982 bei Schindler Waggon nur noch die Wagenkasten gebaut und die Endmontage durchgeführt, die Drehgestelle wurden von der Schweizerischen Industrie-Gesellschaft (SIG) zugeliefert. Im gleichen Jahr übernahm Schindler Waggon die Mars-Uto Kranfabrik AG in Pratteln, welche Brückenkran-Anlagen herstellte. 1983 verlässt der letzte Güterwagen, ein Gedeckter Güterwagen der Bauart Hbis für die SBB, das Werk.

Fabrikgelände 1964

1987 übernimmt die Schindler Holding, die Nachfolgerin der Pars Finanz AG, die Flug- und Fahrzeugwerke Altenrhein (FFA), die fortan als Schindler Waggon Altenrhein AG (SWA) bezeichnet werden, während die Schindler Waggon AG in Pratteln weiterhin als Schindler Waggon Pratteln (SWP) bezeichnet wurde.

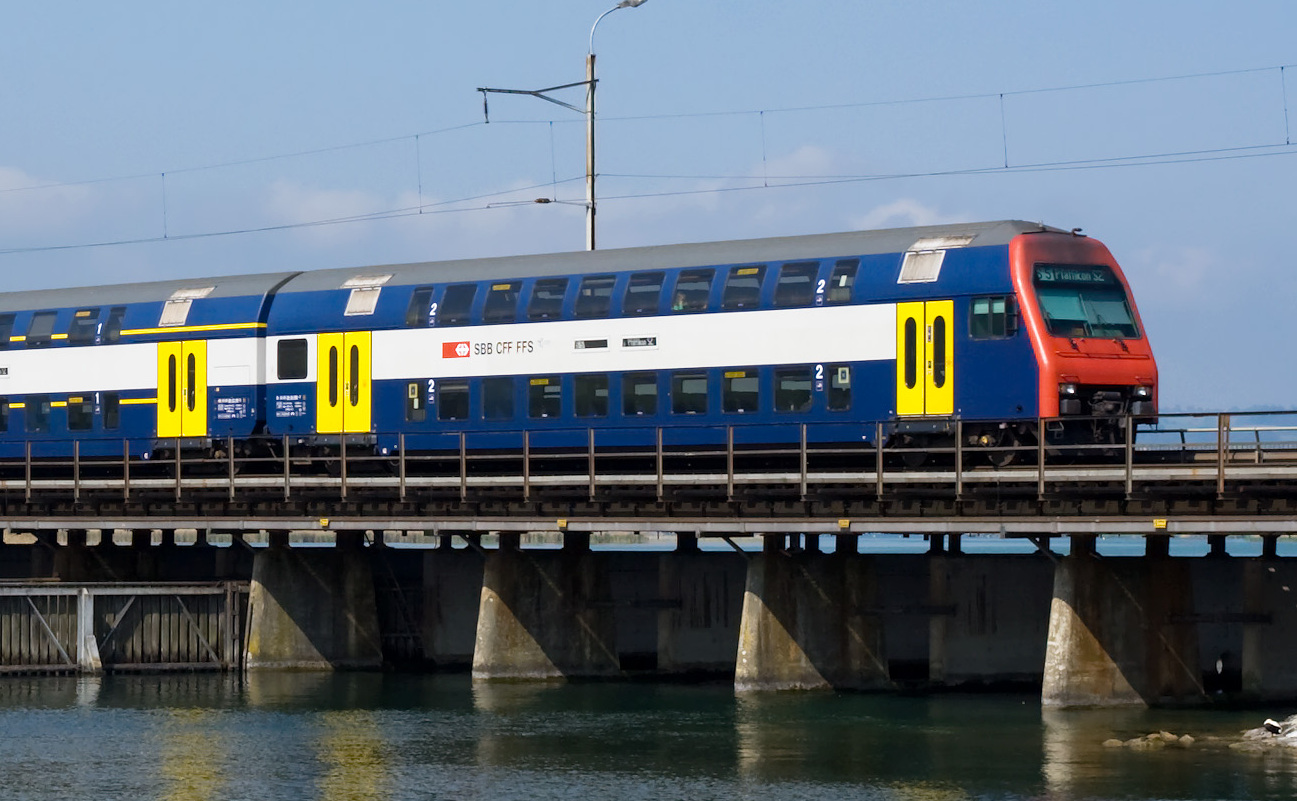
Steuerwagen der S-Bahn Zürich mit Wagenkasten von Schindler Waggon

Die Aktivitäten von SWA und SWP wurden 1993 in der ebenfalls der Schindler Holding gehörenden Schweizerische Wagons- und Aufzügefabrik AG zusammengefasst, während die Schindler Waggon AG mit reduziertem Aktienkapital als Immobiliengesellschaft weiter bestand, die ab Juni 1993 zur Lischac AG wurde. Dies machte den Weg frei zur Umfirmierung der Schweizerische Wagons- und Aufzügefabrik AG zur Schindler Waggon AG im September des gleichen Jahres, womit der der alte Namen der Gesellschaft erneut verwendet wurde. Das Werk Altenrhein wurde 1997 zu einem grossen Teil an Stadler Rail verkauft. Der verbleibende Teil der SWG wurde per 31. Dezember 1997 an ADtranz verkauft, diese selbst kam 2001 zu Bombardier Transportation. Im Werk Pratteln wurden noch ICN-Neigezüge und IC 2000-Doppelstockwagen für die SBB gebaut, bis das Werk 2005 endgültig stillgelegt wurde, nachdem keine grösseren Aufträge aus der Schweiz mehr in Aussicht standen.